# پدرو پترون
پدرو پترون (انگلیسی: Pedro Petrone Schiavone؛ ۱۱ مهٔ ۱۹۰۵ – ۱۳ دسامبر ۱۹۶۴) یک بازیکن فوتبال اهل اروگوئه بود.

## تیم ملی
وی همچنین در تیم ملی فوتبال اروگوئه بازی کرده‌است.